# Parapelecopsis nemoralioides
Parapelecopsis nemoralioides är en spindelart som först beskrevs av O. Pickard-Cambridge 1884.  Parapelecopsis nemoralioides ingår i släktet Parapelecopsis och familjen täckvävarspindlar. Inga underarter finns listade i Catalogue of Life.